# Communes de la wilaya de Mila
Pour les autres communes, voir Liste des communes d'Algérie.

Carte d'Algérie (Wilaya de Mila)

Cette page liste des 32 communes de la wilaya algérienne de Mila par ordre alphabétique.
1. Ahmed Rachedi
2. Aïn Beida Harriche
3. Aïn Mellouk
4. Aïn Tine
5. Amira Arrès
6. Benyahia Abderrahmane
7. Bouhatem
8. Chelghoum Laid
9. Chigara
10. Derradji Bousselah
11. El Mechira
12. Elayadi Barbes
13. Ferdjioua
14. Grarem Gouga
15. Hamala
16. Mila
17. Minar Zarza
18. Oued Athmania
19. Oued Endja
20. Oued Seguen
21. Ouled Khalouf
22. Rouached
23. Sidi Khelifa
24. Sidi Merouane
25. Tadjenanet
26. Tassadane Haddada
27. Teleghma
28. Terrai Bainen
29. Tessala Lemtaï
30. Tiberguent
31. Yahia Beni Guecha
32. Zeghaia